# Arquidiócesis de Monterrey
La arquidiócesis de Monterrey (en latín: Archidioecesis Monterreyensis) es una circunscripción eclesiástica de la Iglesia católica en México. Se trata de una arquidiócesis latina, sede metropolitana de la provincia eclesiástica de Monterrey. Desde el 3 de octubre de 2012 su arzobispo es Rogelio Cabrera López.

## Territorio y organización
La arquidiócesis tiene 17 448 km² y extiende su jurisdicción sobre los fieles católicos de rito latino residentes en 30 municipios del estado de Nuevo León.
La sede de la arquidiócesis se encuentra en la ciudad de Monterrey, en donde se halla la Catedral de la Inmaculada Concepción y 3 basílicas menores: de la Purísima Concepción de María, de Nuestra Señora del Roble y de Nuestra Señora de Guadalupe.
La arquidiócesis tiene como sufragáneas a las diócesis de: Ciudad Victoria, Linares, Matamoros-Reynosa, Nuevo Laredo, Piedras Negras, Saltillo y Tampico.
En 2021 en la arquidiócesis existían 248 parroquias.

## Historia
La diócesis de Linares (o Nuevo León) fue erigida por el papa Pío VI con la bula Relata semper del 15 de diciembre de 1777, obteniendo el territorio principalmente de la diócesis de Guadalajara (hoy arquidiócesis de Guadalajara) y en menor medida de la diócesis de Michoacán (hoy arquidiócesis de Morelia) y de la arquidiócesis de México. La nueva sede incluía un vasto territorio que abarcaba los actuales estados de Nuevo León, Coahuila, Tamaulipas y Texas, y originalmente era sufragánea de la arquidiócesis de México.
Con el fin de la Revolución de Texas en 1836, México cedió el control de su provincia de Texas a la República de Texas. Ese mismo año la Santa Sede sacó a Texas de la diócesis mexicana de Linares o Nuevo León y erigió la prefectura apostólica de Texas (hoy arquidiócesis de Galveston-Houston) el 24 de octubre de 1839, abarcando toda la república.
El 13 de agosto de 1861 cedió parte de su territorio para la erección del vicariato apostólico de Tamaulipas (hoy diócesis de Tampico) mediante el breve Ad futuram rei memoriam del papa Pío IX.
El 26 de enero de 1863 pasó a formar parte de la provincia eclesiástica de la arquidiócesis de Guadalajara.
El 23 de junio de 1891, en virtud de la bula Illud in primis del papa León XIII, cedió una porción de su territorio para la erección de la diócesis de Saltillo y al mismo tiempo fue elevada al rango de arquidiócesis metropolitana.
La arquidiócesis, a pesar de tener el título de Linares, tuvo, desde su fundación, su sede en la ciudad de Monterrey; esta situación anómala fue subsanada con un decreto de la Congregación Consistorial del 9 de junio de 1922, cuando asumió el nombre de arquidiócesis de Monterrey.
El 14 de octubre de 1963, con la carta apostólica Impensa religione, el papa Pablo VI proclamó a la Santísima Virgen María del Roble como patrona principal de la arquidiócesis.
El 30 de abril de 1962 cedió una porción de su territorio para la erección de la diócesis de Linares mediante la bula Proficientibus cotidie del papa Juan XXIII.
El 6 de noviembre de 1989 cedió otra porción de su territorio para la erección de la diócesis de Nuevo Laredo mediante la bula Quo facilius del papa Juan Pablo II.
La arquidiócesis recibió la visita pastoral del papa Juan Pablo II en dos ocasiones, en enero de 1979 y en mayo de 1990.

## Estadísticas
Según el Anuario Pontificio 2022 la arquidiócesis tenía a fines de 2021 un total de 4 192 160 fieles bautizados.
| Año                                                                             | Población | Población | Población      | Sacerdotes | Sacerdotes | Sacerdotes | Católicos por sacerdote | Diáconos permanentes | Religiosos | Religiosos | Parroquias y cuasiparroquias |
| Año                                                                             | Católicos | Total     | % de católicos | Total      | Diocesanos | Regulares  | Católicos por sacerdote | Diáconos permanentes | Masculinos | Femeninos  | Parroquias y cuasiparroquias |
| ------------------------------------------------------------------------------- | --------- | --------- | -------------- | ---------- | ---------- | ---------- | ----------------------- | -------------------- | ---------- | ---------- | ---------------------------- |
| 1966                                                                            | 1 104 800 | 1 118 800 | 98.7           | 169        | 126        | 43         | 6537                    |                      | 140        | 711        | 50                           |
| 1970                                                                            | ?         | 1 408 108 | ?              | 177        | 132        | 45         | ?                       |                      | 159        | 703        | 50                           |
| 1976                                                                            | 1 353 251 | 1 408 108 | 96.1           | 224        | 167        | 57         | 6041                    |                      | 190        | 689        | 62                           |
| 1980                                                                            | 1 987 000 | 2 070 000 | 96.0           | 222        | 177        | 45         | 8950                    |                      | 132        | 518        | 71                           |
| 1990                                                                            | 4 410 000 | 4 900 000 | 90.0           | 297        | 204        | 93         | 14 848                  | 3                    | 177        | 670        | 132                          |
| 1999                                                                            | 4 285 000 | 4 600 000 | 93.2           | 431        | 288        | 143        | 9941                    | 6                    | 215        | 774        | 149                          |
| 2000                                                                            | 4 324 500 | 4 650 000 | 93.0           | 437        | 310        | 127        | 9895                    | 7                    | 229        | 735        | 153                          |
| 2001                                                                            | 4 500 000 | 4 720 000 | 95.3           | 455        | 321        | 134        | 9890                    | 6                    | 205        | 755        | 155                          |
| 2002                                                                            | 4 470 807 | 4 807 320 | 93.0           | 455        | 333        | 122        | 9825                    | 18                   | 217        | 775        | 166                          |
| 2003                                                                            | 4 640 730 | 5 407 925 | 85.8           | 509        | 346        | 163        | 9117                    | 23                   | 302        | 458        | 172                          |
| 2004                                                                            | 5 146 211 | 6 809 345 | 75.6           | 509        | 346        | 163        | 10 110                  | 25                   | 298        | 750        | 178                          |
| 2013                                                                            | 4 512 000 | 4 810 000 | 93.8           | 595        | 384        | 211        | 7583                    | 44                   | 499        | 736        | 188                          |
| 2016                                                                            | 4 598 000 | 4 898 900 | 93.9           | 626        | 405        | 221        | 7345                    | 59                   | 546        | 769        | 211                          |
| 2019                                                                            | 4 597 000 | 4 898 900 | 93.8           | 640        | 397        | 243        | 7182                    | 92                   | 394        | 871        | 237                          |
| 2021                                                                            | 4 192 160 | 5 395 381 | 77.7           | 644        | 408        | 236        | 6509                    | 129                  | 357        | 871        | 248                          |
| Fuente: Catholic-Hierarchy, que a su vez toma los datos del Anuario Pontificio. |           |           |                |            |            |            |                         |                      |            |            |                              |

## Episcopologio

### Obispos
- Juan Antonio de Jesús Sacedón Sánchez, O.F.M. † (28 de septiembre de 1778-27 de diciembre de 1779 falleció).
  - Sede vacante (1779-1782)
- Rafael José Verger y Suau, O.F.M. † (16 de diciembre de 1782-5 de julio de 1790 falleció)
- Andrés Ambrosio de Llanos y Valdés, O.F.M. † (19 de diciembre de 1791-19 de diciembre de 1799 falleció)
- Primo Feliciano Marín y Porras, O.F.M. † (20 de julio de 1801-12 de noviembre de 1815 falleció)
- José Ignacio de Arancibia y Hormaguei, O.F.M. † (14 de abril de 1817-2 de mayo de 1821 falleció)
  - Sede vacante (1821-1831)
- José María de Jesús Belaunzarán y Ureña, O.F.M.Ref. † (28 de febrero de 1831[nota 7] -15 de noviembre de 1838 renunció[nota 8])
  - Sede vacante (1838-1842)
- Salvador de Apodaca y Loreto † (30 de enero de 1843-15 de junio de 1844 falleció)
  - Sede vacante (1844-1853)
  - Jose Ignacio Sánchez Navarro † (28 de junio de 1850-5 de agosto de 1851 falleció) (obispo electo)[nota 9]
- Francisco de Paula Verea y González † (27 de junio de 1853-19 de septiembre de 1879 nombrado obispo de Tlaxcala)
- José María Ignacio Montes de Oca y Obregón † (19 de septiembre de 1879-13 de noviembre de 1884 nombrado obispo de San Luis Potosí)
- Blasius Enciso, O.S.A. † (13 de noviembre de 1884-11 de enero de 1885 falleció)
- Jacinto López y Romo † (10 de junio de 1886-23 de junio de 1891 nombrado arzobispo)

### Arzobispos
- Jacinto López y Romo † (23 de junio de 1891-14 de diciembre de 1899 nombrado arzobispo de Guadalajara)
- Santiago de los Santos Garza Zambrano † (2 de marzo de 1900-25 de febrero de 1907 falleció)
- Leopoldo Ruiz y Flores † (14 de septiembre de 1907-27 de noviembre de 1911 nombrado arzobispo de Michoacán)
- Francisco Plancarte y Navarrete † (27 de noviembre de 1911-2 de julio de 1920 falleció)
- José Juan de Jésus Herrera y Piña † (7 de marzo de 1921-16 de junio de 1927 falleció)
  - Sede vacante (1927-1929)
- José Guadalupe Ortiz y López † (20 de septiembre de 1929-27 de abril de 1940 renunció[10])
- Guillermo Tritschler y Córdoba † (22 de febrero de 1941-29 de julio de 1952 falleció)
- Alfonso Espino y Silva † (29 de julio de 1952 por sucesión-31 de mayo de 1976 falleció)
- José de Jesús Tirado Pedraza † (7 de diciembre de 1976-8 de noviembre de 1983 retirado)
- Cardenal Adolfo Antonio Suárez Rivera † (8 de noviembre de 1983-25 de enero de 2003 retirado)
- Cardenal José Francisco Robles Ortega (25 de enero de 2003-7 de diciembre de 2011 nombrado arzobispo de Guadalajara)[nota 10]
- Rogelio Cabrera López, desde el 3 de octubre de 2012